# Revol Bounine
Pour les articles homonymes, voir Bounine (homonymie).
Revol Samoïlovitch Bounine (en russe : Револь Самойлович Бунин), né le 6 avril 1924 à Moscou et mort le 3 juillet 1976 à Moscou, est un compositeur soviétique.

## Biographie
Le père de Revol Bounine, Samouil Markovitch, était un bolchevik, membre du Parti bolchévik avant la Révolution russe et enseignait l'économie sociale dans un institut moscovite. Bounine a été appelé Revol à cause de la Révolution russe.
Revol avait 6 ans lorsqu'il commença à écrire de la musique. Il commença par écrire des partitions, mais dans la Russie soviétique des années post-révolutionnaires le papier à musique étant rare, il écrivait surtout sur du papier simple. Revol Bounine écrit des marches, des valses, des polka et des menuets.
La mère de Bounine, malade, mourut quand il a 14 ans, le laissant à l'éducation de son père. C'est elle qui lui avait fait jouer du piano.
En 1938, Bounine commença ses études de composition à l'école de musique de Moscou, avec le professeur Ilya Litinsky. Pendant sa troisième année d'études, il fut admis au Conservatoire et poursuivit ses études auprès du professeur Vissarion Chebaline, qui était, à l'époque, directeur du Conservatoire. En 1941, il fut d'abord convoqué pour travailler dans une usine militaire à Moscou, puis il fut intégré au service actif, mais compte tenu de ses dons musicaux, il resta stationné près de Moscou afin de pouvoir continuer ses études. Il fut démobilisé pour raison de santé en mars 1943. En juin 1943, Dimitri Chostakovitch vint enseigner au conservatoire de Moscou et choisit Bounine comme premier élève. Pendant un certain temps, Bounine fut le seul élève de Chostakovitch. Il sortit diplômé du conservatoire avec les honneurs, en 1945. Chebaline ne put pardonner à Bounine de l'avoir écarté au profit de Chostakovitch, et il empêcha que son nom fût ajouté au tableau d'honneur des étudiants exemplaires.

## Le compositeur
En 1947, Bounine s'installe à Léningrad, où il enseigne l'arrangement musical au conservatoire de Léningrad et assista Chostakovitch comme coprofesseur de composition. Il crée la même année sa deuxième symphonie sous la direction du chef d'orchestre Ievgueni Mravinski. En 1948, il retourne à Moscou et devient éditeur de musique pour l'État.
À la suite d'un décret établissant des règles strictes pour la composition musicale et l'art, Chostakovitch est renvoyé de son poste de professeur au conservatoire. Bounine, qui était alors son assistant, perd du même coup son poste et devient pour un temps persona non grata. Il gagne alors sa vie en écrivant pour d'autres compositeurs. Sa musique remporte néanmoins plusieurs fois le prix Staline, mais sans que Bounine ne soit présent ni même mentionné au comité de sélection.

## Mort et postérité
Revol Bounine mourut le 3 juillet 1976 à Moscou, entouré de sa femme et de nombreux étudiants. Il n'avait pas d'enfant. Il ne fut jamais récompensé par l'État, ayant toujours, contrairement à nombre de ses collègues, refusé de rejoindre le Parti communiste.
Bounine a laissé les partitions de 48 films, dessins animés et documentaires. Il a écrit 45 grandes compositions, dont neuf symphonies, des sonates, de nombreux quatuors et trios, un opéra, des romances et plusieurs concertos pour piano et violon. Son concerto pour alto (Op. 22) a été composé en 1953 et dédié à son ami proche, l'altiste Roudolf Barchaï, qui allait plus tard fonder et diriger l'Orchestre de chambre de Moscou.

## Œuvres
Liste non exhaustive
Œuvres scéniques
- Mascarade (Маскарад), Opera (1944) ; d'après le drame « mascarade » de Mikhaïl Lermontov
- Narodovoltsi (Народовольцы), Opéra en 3 actes, 10 scènes avec prologue et épilogue ; livret d'A. Medvedev d'après le roman de Sergueï Stepniak-Kravtchinski, Andreï Kojoukhov (Андрей Кожухов) ; 1889

Œuvres pour orchestre
- Symphonie n ° 1 (1943)
- Symphonie n ° 2 (1945)
- Le Convive de pierre (Каменный гость), poème symphonique d'après Alexandre Pouchkine (1949)
- Ouverture-Fantaisie (Увертюра-фантазия) (1953)
- Symphonie n ° 3 (1957)
- Symphonie n ° 4, op. 30 (1959)
- Symphonie n ° 5, op. 32 (1961)
- Concerto pour orchestre de chambre (1961)
- Musique pour cordes (Музыка для струнных) en ré mineur, op. 36 (1965)
- Symphonie n ° 6, op. 37 (1966)
- Poème symphonique, op. 38 (1967)
- Symphonie n ° 7 (1969)
- Symphonie n ° 8 pour orchestre de chambre (1970)
- Symphonie n ° 9 (1975)
- Symphonie n ° 10

Concertos
- Poème pour alto et orchestre (1952)
- Concerto en sol majeur pour alto et orchestre, op. 22 (1953)
- Concerto en sol mineur pour orgue et orchestre de chambre, op. 33 (1961)
- Concerto en sol mineur pour piano et orchestre, op. 34 (1963)
- Symphonie Concertante (Концертная симфония), Concerto pour violon et orchestre, op. 43 (1972)

Musique de chambre
- Quatuor à cordes n ° 1 (1943)
- Quintette avec piano (1946)
- Trio avec piano (1946)
- Sonate pour violon et piano (1955)
- Sonate en ré mineur pour alto et piano, op.26 (1955)
- Suite pour alto et piano (1955)
- Quatuor à cordes n ° 2, op. 27 (1956)

Œuvres pour piano
- Sonatine (1939)
- Partita n ° 1 pour piano (1947)
- Partita n ° 2 pour piano (1951)
- Album pour enfants (Детский альбом) (1961)
- Sonate pour piano en fa ♯ mineur, op. 42 (1971)

Œuvres vocales
- Conduis-nous (Веди нас, дорога), Oratorio pour solistes, chœur et orchestre après William Shakespeare, op. 35 (1964)
- Несжатая полоса, cycle de poèmes pour chœur (1958) ; texte par Nikolay Nekrassov
- Chansons sur des poèmes de Sergei Essenine (Романсы на стихи Сергея Есенина) pour voix moyenne et piano ; texte par Sergueï Essenine

Musique de film
- Deux Vies (Две жизни, aussi appelé "Сестры", Sisters) (1956) ; dirigé par Constantin Voinov
- Dix jours qui ébranlèrent le monde (Десять дней, которые потрясли мир) (1968), d'après le livre de John Reed (1919)

Dessins animés
- Deux ours gourmands (Два жадных медвежонка) (1954)
- Trois pingouins (Три пингвина) (1961)
- Le Prolétaire volant (Летающий пролетарий) (1962)
- Moskvichok (Москвичок) (1963)